# Pistone (idraulica)

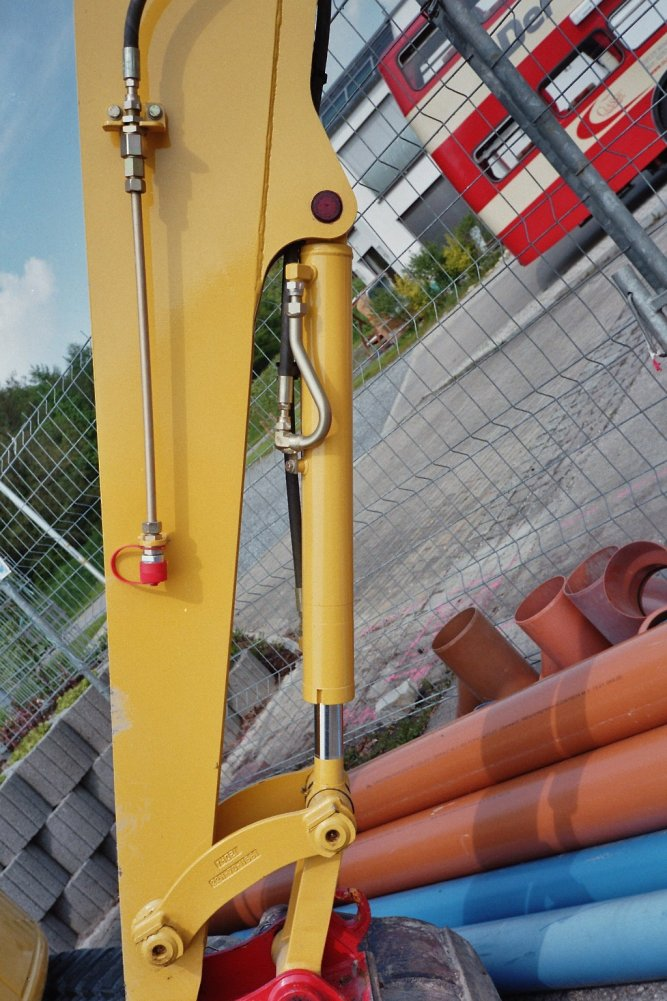
Pistone idraulico a doppio effetto

Il pistone è la parte mobile di un organo idraulico o pneumatico, governata attraverso un fluido.
Il sistema a cui appartiene il pistone è costituito da due parti meccaniche:
- il cilindro, costituito da un corpo cilindrico vuoto (un tubo), rettificato al suo interno;
- il pistone o stelo, costituito da un tondo pieno, rettificato all'esterno.

Lo stelo scorre all'interno del cilindro per effetto della pressione esercitata da un fluido contenuto all'interno del cilindro.
Un pistone è generalmente munito di attacchi ad occhiello alle 2 estremità, nei quali viene infilato un perno adatto a collegarlo, attraverso un apposito sistema (generalmente una forcella ad U) all'organo meccanico da governare (come ad esempio avviene per comandare i movimenti del braccio degli escavatori usati per il movimento-terra).
Il sistema a pistone permette innumerevoli utilizzi: ad esempio nei sistemi frenanti a disco delle automobili e delle motociclette (ma anche delle biciclette) il pistone (detto in questi casi pistoncino) è presente nella pinza incaricata di premere le pastiglie d'attrito contro il disco, che a sua volta è collegato alla ruota, frenandola.
Ulteriori utilizzi si possono incontrare in tanti altri organi meccanici.
Spesso il sistema costituito da pistone e cilindro viene chiamato semplicemente "pistone" o "cilindro", indicando in questa maniera l'intero sistema con il nome di una sua parte. In particolare si parla di cilindro idraulico (o pistone idraulico) nel caso in cui il fluido all'interno del cilindro sia un liquido (generalmente olio idraulico), mentre si parla di cilindro pneumatico (o pistone pneumatico) nel caso in cui il fluido all'interno del cilindro sia un gas (generalmente aria).

## Tipologie
I cilindri possono essere:
- a singolo effetto
  - a pistone tuffante
    - senza molla di riporto
    - con molla di riporto

  - a pistone normale in spinta
  - in tiro
  - telescopici
- a doppio effetto
  - differenziali
  - a doppio stelo
  - differenziali doppi
  - generatori di coppia
  - cilindri rotativi.

Cilindro differenziale
Cilindro a doppio stelo
Generatore di coppia

### Pistoni a singolo effetto

Funzionamento di un pistone a singolo effetto.

Il pistone a singolo effetto può essere governato in una sola direzione (generalmente l'effetto ottenibile è solo quello di allungamento); il fluido (che viene immesso da una pompa meccanica o elettrica, governata dall'operatore) entra da una sola estremità, spingendo in fuori lo stelo.
Nel caso del pistone pneumatico, lo stelo viene spinto da un gas (aria) immesso da un rubinetto meccanico o elettronico o da una pompa elettrica, comandati dall'operatore o da un computer.
Una variante di questo sistema si ha nelle sospensioni ad aria compressa, dove l'aria, intrappolata in quantità fissa all'interno del cilindro alla base dello stelo, assume la funzione di molla elastica.
Per garantirne il ritorno nella posizione originaria, il pistone a semplice effetto viene respinto da una molla integrata nel sistema o si muove sfruttando altri sistemi (come la forza di gravità).
In alcuni casi (come negli impianti dei freni a disco) il pistone rientra di pochissimo e di conseguenza l'azione frenante cessa, poiché si crea un sottilissimo cuscinetto d'aria fra la pastiglia e il disco stesso, a causa della reciproca usura.

### Pistoni a doppio effetto

Funzionamento di un pistone a doppio effetto.

Il pistone a doppio effetto, a differenza di quello a singolo effetto, può essere mosso direttamente dall'operatore (o da altro sistema) nei 2 versi, facendolo scorrere avanti ed indietro, lungo il suo asse; si ha quindi il completo controllo dell'organo meccanico da governare.
Questo sistema è generalmente il più utilizzato per il movimento di molte attrezzature, grazie alla possibilità di un pieno controllo delle stesse senza che si sia soggetti ad attendere l'effetto della forza di gravità o l'azione di una molla di ritorno, che possono essere ritardati nel caso d'inclinazione o impossibilitati nel caso di un ribaltamento (ad esempio nei sistemi a bordo di macchinari semoventi).

## Martinetto idraulico e cilindro idraulico
La differenza tra le due locuzioni, ritenute impropriamente indicanti la medesima cosa dai non addetti ai lavori (ma che in realtà non sono sinonimi), è che il martinetto idraulico è un sistema di sollevamento facente uso di un cilindro idraulico per il sollevamento, il cilindro idraulico o motore idraulico lineare è invece un sistema attuatore meccanico utilizzato per applicare una forza lungo la direzione della sua estensione. 
Il cilindro idraulico è quindi un sottosistema utilizzato in varie applicazioni, tra le quali si cita anche il martinetto idraulico.
A ciò si aggiunga che un martinetto potrebbe anche non essere idraulico (esistono ad esempio martinetti a pantografo e vite).